# Центральна лікарня Уханя
Центральна лікарня Уханя (кит.: 武汉市中心医院) — лікарня третинного рівня, розташована в районі Цзяньань в Ухані в провінції Хубей.

## Історія
Після того, як єпископ Мін Вейду очолив італійські католицькі єпархії в Ухані та Ханькоу, він заснував католицьку церковну лікарню неподалік від церкви Святого Йосипа в 1880 році (6 рік ери Гуансю), також відому, як католицька церковна лікарня Ханькоу. У жовтні 1952 року міське управління охорони здоров'я Уханя забрало лікарню в своє підпорядкування, та перейменувало її на міську лікарню № 4. Пізніше вона об'єдналася з другою міською лікарнею Уханя, в результаті чого утворено нову Другу міську лікарню Уханя.
У 1996 році вона пройшла акредитацію міністерства охорони здоров'я КНР і стала лікарнею третинного рівня.
У 1997 році лікарня була визнана лікарнею, доброзичливою до дитини, а в 1999 році, за погодженням з департаментом охорони здоров'я провінції Хубей, лікарня офіційно отримала назву «Центральна лікарня Уханя». У 2001 році збудовано та введено в експлуатацію двоповерховий лікувальний комплекс. У 2003 році побудовано 15-поверховий науково-технічний корпус.
Головний корпус лікарні «Nanjing Road Campus» розташований у міському районі Цзянань. Крім того, у районі Цзянань є афілійований кампус Хоуху, демонстраційний кампус Ченьцзяцзі для поєднання медичного нагляду та догляду за людьми похилого віку, та клініка Хуацяо. Ця клініка одночасно є навчальною лікарнею медичного коледжу Тунцзі Хуачжуньського університету науки і технології, клінічного медичного коледжу університету Цзянань, та Хубейського університету традиційної китайської медицини.
У вересні 2016 року лікарня була офіційно зареєстрована як Центральна лікарня Уханя, що є складовою частиною медичного коледжу Тунцзі Хуачжуньського університету науки і технології та П'ятого клінічного коледжу медичного коледжу Тунцзі Хуачжуньського університету науки і технології.
У липні 2017 року Цай Лі була призначена на посаду секретаря партійного комітету КПК центральної лікарні Уханя. 27 серпня 2020 року Цай Лі було звільнено. Вона навмисно приховувала захворюваність під час епідемії коронавірусної хвороби, яка спричинила зараження понад 300 медичних працівників у лікарні, багато з яких померло від хвороби; на її місце партійним секретарем став Ван Вейхуа.

## Скандали
У 2020 році медичні працівники лікарні дуже постраждали через приховування керівництвом нової епідемії коронавірусної хвороби, багато працівників лікарні померли від нової хвороби.

## Відомі працівники
- Ай Фен — директор відділення невідкладної допомоги лікарні, отримала «безпрецедентну та дуже сувору догану» за те, що вона розкрила іншим лікарям підозрювані випадки коронавірусної хвороби, та допомогла виявити новий випадок хвороби.[8]

### Померлі працівники
- Лі Веньлян — лікар-офтальмолог центральної лікарні Уханя, був відомий як «викривач епідемії», оскільки він був першим, хто повідомив про спалах коронавірусної хвороби; він помер від коронавірусної хвороби 7 лютого 2020 року.
- Цзян Сюецін — директор відділу хірургії щитоподібної залози та молочної залози центральної лікарні Уханя, лауреат премії китайського лікаря. Він помер у пульмонологічний лікарні Уханя вранці 1 березня 2020 року внаслідок коронавірусної хвороби.[9]
- Мей Чжунмін — заступник директора та керівник відділення офтальмології центральної лікарні Уханя, колега Лі Веньляна. Він помер в уханьській лікарні Цзіньїтань 3 березня 2020 року о 12:00 внаслідок коронавірусної хвороби.[10]
- Чжу Хепін — заступник керівника офтальмологічного відділення центральної лікарні Уханя. 9 березня 2020 року він помер в уханській лікарні Цзіньїньтань у віці 67 років.[11]
- Лю Лі — член комітету з етики центральної лікарні Уханя. Він помер в уханьській лікарні Цзіньїньтань 20 березня 2020 року о 9 ранку внаслідок коронавірусної хвороби.[12]
- Ху Вейфен — заступник керівника урологічного відділення центральної лікарні Уханя. У середині-кінці січня 2020 року у нього діагностували коронавірусну хворобу, потім 22 квітня в нього стався геморагічний інсульт, а 21 травня — повторний геморагічний інсульт. 2 червня він помер унаслідок неефективності лікування.[13]